# ウォルター・ジョン・ストーセル
ウォルター・ジョン・ストーセル（英語：Walter John Stoessel、1920年1月24日 - 1986年12月9日）は、アメリカ合衆国の政治家、外交官。ロナルド・レーガン政権にて第7代アメリカ合衆国国務副長官を務めた。

## 生涯
1920年1月24日にカンザス州マンハッタンに誕生する。1937年にカリフォルニア州のビバリーヒルズ高校を卒業し、1939年から1940年にかけてスイスのローザンヌ大学に留学し、1941年にスタンフォード大学を卒業した。また、1949年に研修生としてコロンビア大学でロシア語を学んだ。
1942年に国務省外交部に入省。1942年から1944年までベネズエラのカラカス領事館に三等書記官兼副領事として赴任した。第二次世界大戦終戦前後の1944年から1946年までは海軍の情報部員を務めた。
1947年から1949年までソビエト連邦のモスクワ領事館に二等書記官兼副領事として赴任した。1950年から1952年まで西ドイツのバート・ナウハイムに外務職員として赴任した。1956年から1959年まではフランスのパリ領事館に一等書記官兼領事として赴任した。
1968年にジョンソン大統領から駐ポーランド大使に任命され、1972年まで同大使を務めた。ストーセルはポーランドにおいてニクソン大統領の中国訪問を手回しするため、アメリカ代表として中国と接触し、米中の会談を主催した。
1972年にニクソン大統領からヨーロッパ・カナダ担当国務次官補に任命された。ストーセルはニクソン大統領とブレジネフ書記長が会談する場を設け、戦略兵器制限条約を締結とデタント（緊張緩和）の始まりをもたらした。1974年から1976年まで駐ソビエト大使を、1976年から1981年まで駐西ドイツ大使を務めた。1979年のイランアメリカ大使館人質事件では、人質解放のために派遣された調査団の代表を務めた。
1981年にストーセルはレーガン大統領から国務次官（政治担当）に任ぜられ、翌1982年に国務副長官に昇格した。1982年7月のアレクサンダー・ヘイグ国務長官辞任に際し、後任としてジョージ・シュルツが着任するまで、国務長官代行を務めた。
1986年12月9日、ワシントンD.C.で死去。遺体はアーリントン国立墓地に埋葬された。